# Bruno Grua
Bruno Grua (ur. 18 czerwca 1946 w Lyonie) – francuski duchowny katolicki, biskup Saint-Flour w latach 2006–2021.

## Życiorys
Święcenia kapłańskie otrzymał 3 lipca 1971 i został inkardymowany do diecezji Digne. Był m.in. wikariuszem biskupim ds. apostolstwa świeckich i delegatem biskupim ds. ekonomicznych. W latach 1984–1996 oraz 1998-2003 pełnił funkcję wikariusza generalnego, zaś w latach 1996-1998 tymczasowego administratora diecezji.
31 marca 2006 papież Benedykt XVI mianował go ordynariuszem diecezji Saint-Flour. Sakry biskupiej udzielił mu 18 czerwca 2006 kardynał Bernard Panafieu.
11 czerwca 2021 papież Franciszek przyjął jego rezygnację z pełnionego urzędu.